# 叉鰾石首魚
叉鰾石首魚為輻鰭魚綱鱸形目鱸亞目石首魚科的其中一種，分布西大西洋區，從委內瑞拉至巴西海域，棲息深度可達35公尺，體長可達14.2公分，棲息在沿海沙泥底質海域。